# 澳門回歸
澳門回歸（葡萄牙語：Transferência de Poderes de Macau；又稱澳門政權移交、冬月回歸、九九回歸、澳門治權移交或澳門主權移交），指1999年12月20日中華人民共和國政府對澳門恢复行使主權，成立澳門特別行政區政府，葡萄牙共和國政府结束對澳门管治的一系列事件。澳门回归象徵著英、葡兩國在港澳地區百年歷史時期的结束；对于葡萄牙而言，其在澳門的殖民統治自此走入歷史，该国亦正式摆脱殖民國家之身份；而对于中国以至整个亚洲，则意味着欧洲殖民主义的终结。
葡萄牙人自明朝已開始在澳門進行貿易和修建洋房居住。1583年，留澳的葡人以方便對本族社區進行自治管理為由，在未經明朝政府同意下單方面成立澳門議事會。雖然明、清朝廷均有加強對澳門的管治，但葡人的勢力不減反增，並且逐步延伸。1623年，葡萄牙政府開始任命澳門總督（簡稱「澳督」）負責澳門防務及一切有關事務，其後澳門總督的權力亦不斷擴充膨脹。直至1845年，葡國女王瑪麗亞二世宣佈澳門為自由港，更拒绝向清朝政府缴纳地租銀。自1846年起，亞馬留將軍就任澳督後，在澳門推行一系列統治政策，籍以擴張勢力，並下令封鎖關閘，爆發衝突，而澳門也落入葡萄牙之手。1887年，清廷與葡國政府先後簽訂《中葡里斯本草約》、《中葡和好通商條約》，後者為正式條約，條約中列明中國允許葡國「永居管理澳門」，亦同時規定未經中國同意葡萄牙永不得将澳门让与他国。直到中葡就澳門回歸達成一致，由於當地經濟的特殊優勢，以一國兩制設置特別行政區繼續發展。
澳門特別行政區是中華人民共和國中央人民政府（國務院）繼香港回歸之後所設立的第二個特別行政區。根據《澳門特別行政區基本法》，澳門特別行政區實行一國兩制，「澳人治澳，高度自治」，並保持原有的資本主義制度和生活方式。絕大部份澳門人在政權移交後可享有中華人民共和國公民身份，非華裔居民亦能繼續持有澳門居民身份。

## 背景

### 葡萄牙逐漸統治澳門
早在明朝，葡萄牙人已開始在澳門進行貿易和居住。1583年（萬曆十一年），在澳門居留的葡萄牙人在未經明朝政府同意下，自行成立澳門議事會在葡萄牙社區進行自治管理，而葡萄牙人每年付500兩白銀地租予明政府與其後的清政府。
1608年（萬曆三十六年），由於澳門有葡萄牙人聚居和日本倭寇的活動，明朝香山知縣蔡善繼以《條議制澳十則》加強對澳門的管治。
1614年（明萬曆四十二年），明廷接納兩廣總督張鳴岡的上書，加強澳門的軍事防範。1616年，葡萄牙任命卡洛告為澳門總督，但並沒有到任。
1623年（天啟三年），葡萄牙任命馬士加路也為澳門總督，並正式到澳門就職。澳門總督的最初職務只負責澳門防務，官邸亦設於大炮台。
1749年（乾隆十四年），清政府頒布《澳夷善後事宜條議》以完善對在澳外國人的法律，並將其葡文石碑竪立於議事亭。
1783年4月4日，葡萄牙海事暨海外部部長以葡萄牙女王名義發佈《王室制誥》後，議事會逐漸失去大部分權力，而作為葡萄牙國家代表的澳門總督的權力則不斷擴充膨脹。
1842年，清政府與英國簽訂《南京條約》割讓香港島後，葡萄牙派代表與清朝欽差大臣宗室耆英談判，要求豁免地租銀，并由葡萄牙軍隊駐防澳門半島。清政府斷然拒絕葡萄牙的要求，但維持已給予葡萄牙的各樣優待。及至1845年11月20日，葡萄牙女王瑪麗亞二世單方面宣佈澳門為自由港，除容許外國商船停泊進行貿易活動外，更拒绝向清朝政府缴纳地租銀。
1846年4月，澳督亞馬留上任後，隨即推行一系列強硬措施及擴張政策。1846年5月，亞馬留單方面宣佈對華籍澳門居民徵收地租、人頭稅和不動產稅，把只對葡萄牙居民實行的統治權，擴大到華籍居民。亞馬留之舉立即引起駐澳的清朝官員的嚴重抗議與交涉。1849年，亞馬留悍然將清朝官員趕出澳門和搗毀清朝海關，並停止向清政府缴纳地租銀。亞馬留的舉動，進一步激起了華籍居民的民憤。結果，亞馬留在同年8月22日被刺殺身亡。

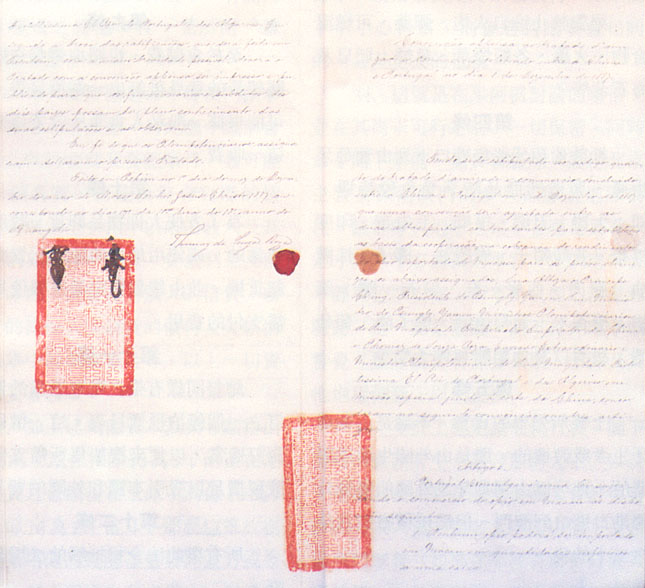
中葡里斯本草約

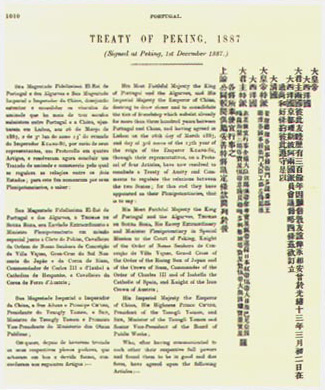
1887年之中葡和好通商條約

1862年，葡萄牙曾與清政府草簽《中葡和好貿易條約》，將澳門地區轉為葡萄牙屬地，但沒有成事，直至1886年（光緒12年），葡萄牙與英國代表藉鴉片緝私徵稅的合作與清政府談判。結果於1887年，清政府與葡萄牙先後簽訂了《中葡里斯本草約》、《中葡和好通商條約》，後者作為正式條約，條約中列明中國同意葡國「永居、管理澳門」。不過為避免主权彻底丧失，清政府保留了将澳门让与他国的权利，葡萄牙若想将澳门让与他国，必须经过中方同意，也表明了澳門並非葡萄牙的國土。

### 起始

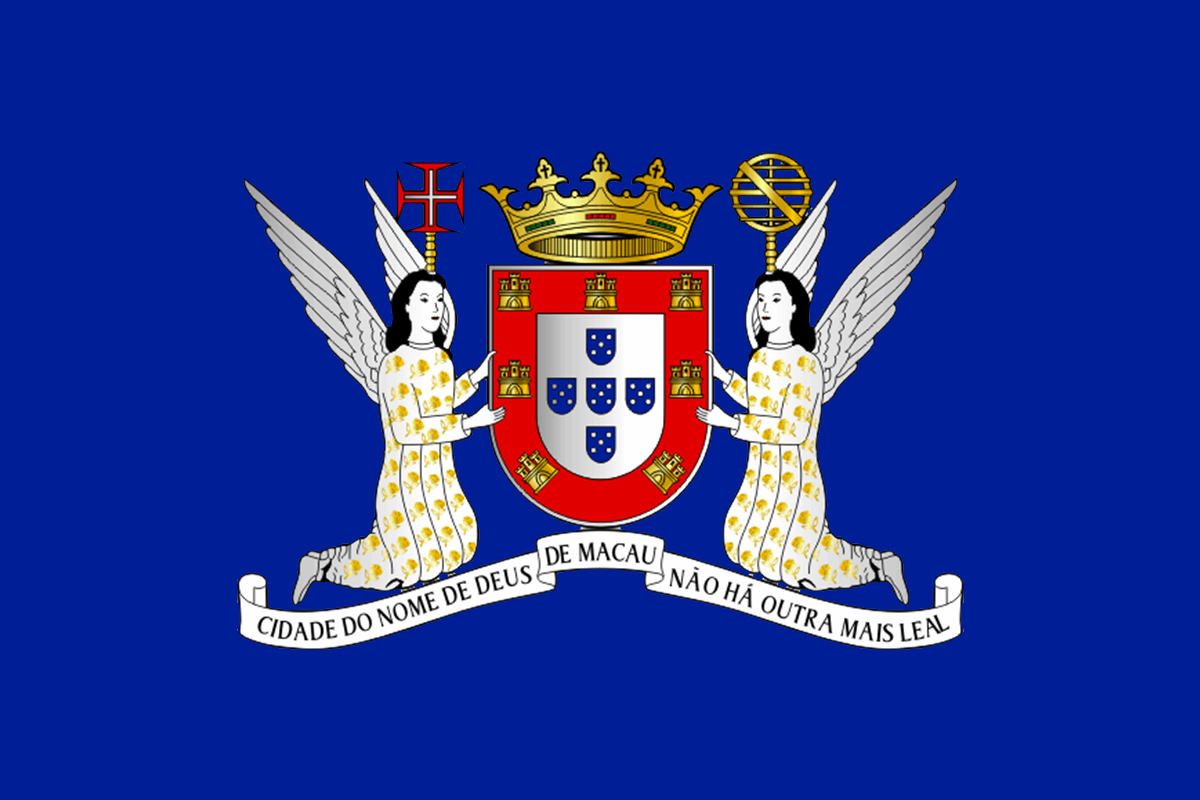
澳葡時期後期在國際場合使用的澳門市政廳市旗。

1910年10月，葡萄牙廢除了君主制，成立共和国。广州、香山、香港等地人民纷纷集会，决定在请求清政府废除旧约的同时，发动义捐，筹集经费，加强民团武装，准备“赌一战以收回澳门”。但随后由于调停使得紧张缓解，武昌起义的爆发又让澳门附近驻军加入北伐，故未能促成。五四运动以及抗日战争结束时，民众均曾对收回澳门呼声甚高，中華民國政府（北洋政府及国民政府）亦曾有收回澳门的想法，但未能实施。
1966年12月3日，澳門發生一二·三事件，事件導致親中華人民共和國勢力將中國國民黨勢力逐出澳門。在台灣的中華民國政府與葡萄牙的外交關係仍維持至1975年，澳門中華民國國慶假期則持續至1980年。
自1971年聯合國大會2758號決議，中華人民共和國取得聯合國的「中國」合法席位後，便開始為香港與澳門的主權問題采取外交行动。時任中國國務院總理周恩來對此非常關注，中華人民共和國駐聯合國代表黃華於1972年3月為此致函聯合國非殖民地化委員會申明中國政府的立場：“香港和澳門是被英國、葡萄牙佔領的中國領土，解決香港、澳門問題是中國主權範圍內的事，是作為一個主權國家的中國要對被佔領的領土恢復執行主權的問題，而完全不是屬於通常的殖民地範疇的問題，更不是使其獲得獨立的問題。”同年11月8日，聯合國大會通過了決議案，將香港和澳門剔除出殖民地名單，中華人民共和國以此舉為之後的主權談判鋪路，防止香港與澳門如其餘殖民地般在原宗主國支持下自決或走向獨立。
1974年4月25日，葡萄牙軍隊一批中下級軍官所組成的「武裝部隊運動」发动康乃馨革命，將持續执政42年的極右派法西斯主義軍政權推翻，新的葡萄牙文人政府開始民主化進程。當時的葡萄牙新政府實行去殖民化政策，承認澳門不是殖民地，而是中國的領土。有部分人士聲稱，葡萄牙當時希望撤出澳門，一開始是遭到了中華人民共和国官方的拒絕。1975年，葡萄牙與中華民國断交。12月31日，最後一批駐澳葡軍撤離。1976年，葡萄牙總統恩尼斯出席聯合國大會，與中華人民共和国駐聯合國代表黃華談及双方建交與澳門問題的事宜。經過兩年的洽商，1979年2月8日，葡萄牙與中華人民共和國正式交換《建交公報》。雙方共同肯定澳門是中國領土，至於歸還時間與細節將在適當時間由兩國政府協商解決。
1979年，中華人民共和國和葡萄牙共和國正式建立了外交關係，葡萄牙宣佈承認澳門屬於中國的領土，承認中國對澳門擁有主權。至此，葡萄牙政府改變立場與行動為两国關係奠定了良好的基礎。建交後，兩國官员頻繁互訪。1980年3月，澳門總督伊芝迪應中華人民共和國政府邀請訪問中國大陸。而中国大陆亦曾派出不少官員（如：任仲夷、习仲勋）造訪澳門。隨著兩國友誼的增進，最高領導層也開始進行互訪。
中國共產黨中央顧問委員會主任鄧小平在1984年10月3日會見了港澳國慶觀禮團時，第一次正式透露“澳門問題將會像香港一樣，同一個時期，同一種方式解決。”1984年11月，中華人民共和國主席李先念訪問葡萄牙，與葡萄牙總統埃亞內斯會面就澳門問題交換意見。1985年5月葡萄牙總統埃亞內斯應中華人民共和国國家主席李先念邀請訪問中国大陆，與中共中央顧問委員會主任鄧小平、國務院總理趙紫陽等領導人會晤，同表會友好地解決澳門問題。
當時在更为复杂的香港主权問題上，中華人民共和国與英國已達成多項共識，包括《中英聯合聲明》的草案。两国關係亦穩定發展，談判解決澳門問題的條件與時機日渐成熟。

## 中葡談判
1986年5月20日，中華人民共和国與葡萄牙政府正式發佈新聞公報，宣佈6月30日在北京展開澳門問題的談判，解決澳門問題。到6月，中華人民共和国代表團由周南率領歡迎葡萄牙代表團“並在歡迎詞引用唐诗“潮落江平未有风，兰舟共济与君同”來比喻中葡兩國就澳門問題的談判，是伙伴之間的關係，而不是對手之間的關係。自此，中葡兩國正式就澳門問題舉行會談。
四輪會談全在中華人民共和国首都北京舉行。  
- 第一輪會談举行於1986年6月30日—7月1日
- 第二輪會談举行於1986年9月9日—10日
- 第三輪會談举行於1986年10月21日—22日
- 第四輪會談举行於1987年3月18日—23日

第一輪會談開始時，中華人民共和国代表已建議會談總議程：
- 中華人民共和國政府對澳門行使主權的有關問題；
- 中華人民共和國對澳門行使主權後的安排；
- 過渡時期的安排。

葡萄牙代表同意中華人民共和國代表提出之總議程並按之討論。其次，中華人民共和國代表提交了《中葡聯合聲明》草案的中、葡、英文版本，並對此作出簡要的說明解釋。
第二輪會談時，中華人民共和國代表提交《中葡聯合聲明》的附件，並作出相關說明。葡萄牙代表團表示需要對全部文件進行深入研究後，才能作出全面的評論，故提議在第三輪會談上才作出全面評論。最後，雙方就第三輪會談的時間、第三輪會談後成立工作小組的時間和中華人民共和國代表團長周南在11月訪問葡萄牙之新聞公報細節等進行了磋商，取得了廣泛的一致。
直到第三輪會談，葡萄牙代表終於評論首兩輪會談中華人民共和國代表團所提交的文件，並將中華人民共和國的意見分為“同意、接受的”、“需要作出適當修改和補充的”和“需要進一步弄清一些概念的確切內容和含義後才能做出評論的”。中華人民共和國代表隨即讚許葡萄牙代表的積極回應，並就葡萄牙代表所提及的一些擬修改的問題進行磋商。會談當中，葡萄牙代表更主動提議將部分重要的、實質性的、難度較大的問題在周南訪問葡萄牙時，才與葡萄牙總統和總理磋商。但周南表示：“不能將我的訪問視為一輪關於澳門問題的談判，也不能以我的訪問來代替關於澳門問題的正式會談。我在與貴國領導人的會晤中，如談到澳門問題，也只能是我們在談判中遇到的重要的、懸而未決的問題，而不是把所有的問題留到訪葡時才解決。”其後，雙方就設立工作小組的細節進行具體討論和將所提出的全部協議文件草案。最後，雙方同意工作小組在周南訪問葡萄牙後便開始工作。
首三輪會談，中葡雙方討論比較順利。但在周南訪問葡萄牙時，葡萄牙政府就交還澳門的日期上改變原本的立場，並將此日期要延至下世纪初。結果，周南在會晤葡萄牙總統後，取消了原定的參觀訪問計劃。其後中华人民共和国政府外交部发言人在1986年12月31日鄭重聲明：“在2000年前收回澳门是中国政府和包括澳门同胞在内的十亿中国人民的不可动摇的坚定立场和强烈愿望，任何超越2000年后交回澳门的主张，都是不能接受的。”1987年1月6日，葡萄牙國務會議經過4個多小時的討論後，原則上同意1999年將澳門治權交還中國。1987年1月21日，葡萄牙外交与合作国务秘书爱德华多·阿泽维多·苏亚雷斯应周南之邀到北京进行工作访问，向中華人民共和国方面转达葡萄牙国务会议的意见，起初提出1999年12月31日交接，但周南以“政权交接最好与圣诞节和新年假期错开”为由要求将交接日期提前，数日后葡萄牙政府同意将交接日期提前至1999年12月20日。中葡兩國在解決了此爭議後，1987年3月18日開始第四輪的會談。
第四輪會談中，中葡雙方代表團共同表示不希望再遇到重大障礙，並期望是次會談為澳門問題之最後一次談判回合。由於雙方的誠意，即使在澳門葡裔人士拥有双重国籍和保护澳门的葡萄牙文化特色仍有分歧，但都給雙方尊重態度和相互讓步解決了。最終，中方容許葡裔澳門人自行選擇國籍（即中國籍或維持葡萄牙國籍），而中方亦尊重澳門的葡萄牙文化特色。經過四輪會談後，雙方聯合發表新聞公報，宣佈兩國已就澳門問題達成協議，並將於3月26日在北京舉行草簽聯合聲明的儀式，儀式由兩國的政府代表團團長進行草簽。
1987年4月13日，中華人民共和国國務院總理趙紫陽和葡萄牙總理施華高分別代表中葡兩國政府在北京人民大會堂西大廳正式簽署《中葡聯合聲明》。
1987年，中葡兩國各在各自政府內取得《中葡聯合聲明》的批准。中葡兩國政府終於在1988年1月15日互換批准書，《中葡聯合聲明》正式生效。

## 過渡期
中葡兩國於政府由1987年4月13日就正式簽署《中葡聯合聲明》，中華人民共和國及澳門特別行政區根據《中澳政府時期聯合聲明》後，與恢復對澳門行使主權，結束長達446年的澳門及葡萄牙人統治時代等，至1999年12月20日澳門政權移交期間的十多年，被稱為「澳門過渡期」。
1988年1月15日，中华人民共和国外交部已公佈了中葡聯合聯絡小組和中葡土地小組中方成員的名單，就澳門過渡期間之問題進行了磋商。同年4月13日，第七届全国人民代表大会第一次会议決定成立“澳門特別行政區基本法起草委員會”，1988年10月25日“澳門特別行政區基本法起草委員會”便開始在北京召開第一次的全體會議，當中通過起草工作的大體規劃和步驟，並決定籌組“澳門特別行政區基本法咨詢委員會”。終於在1993年3月31日，全國人民代表大會通過了《中華人民共和國澳門特別行政區基本法》，此標誌著澳門進入了過渡期的后半段（或稱后過渡期）。 
1989年，八九民運爆發，澳門出現大規模支持中國大陆民主運動的示威遊行。六四清场之後，澳門出現對1999年回歸的擔憂。葡萄牙和澳葡當局表示會繼續遵照《中葡聯合聲明》歸還澳門。7月，港澳富商、時任澳門基本法草委會副主委“賭王”何鴻燊在記者會上發表其聯合國託管港澳的建議，題為美夢成真？的文章，建議於香港與澳門主權回歸中國大陆後，由中國大陆政府將兩地出租予聯合國100年，作為新的聯合國總部所在地，並由聯合國託管。何認爲其這項提議，“符合中英、中葡聯合聲明”、“體現中國收回兩地之主權”、“提高中國在國際上之聲譽”、“冷卻及抑制移民潮的發展”、“亞洲人口最多，在亞洲設聯合國總部合理”。他認為此舉可兼顧中國大陆收回主權與維持港澳原有制度，達致「一舉數得」，並有助於恢復國際社會對中國大陆的信心，將港澳打造為「亞洲的瑞士」。但建議未有下文。 
在籌組澳門特別行政區第一屆政府、立法會和司法機關方面，一切按照《全國人民代表大會關於澳門特別行政區第一屆政府、立法會和司法機關產生辦法的決定》之規定產生。澳門特別行政區籌備委員會負責籌備成立澳門特別行政區的有關事宜，並負責籌組由200位有代表性的澳門人士組成澳門特別行政區第一屆政府推選委員，再利用協商與提名選舉方式產生第一任澳門特別行政區行政長官，提交國務院任命。結果在1999年5月15日舉行的澳門特區首任行政長官競選中，何厚鏵以近82％的支持率在兩名候選人中勝出。
而澳門立法會的組成，則按《澳門特別行政區基本法》的有關規定，由澳葡政府最後一屆立法會的成員，並符合由選舉產生的議員如擁護《中華人民共和國澳門特別行政區基本法》、願意效忠中華人民共和國澳門特別行政區和符合澳門特別行政區基本法規定條件者，經澳門特別行政區籌備委員會確認，即可成為澳門特別行政區第一屆立法會議員。若有議員缺額，才由澳門特別行政區籌備委員會決定補充。司法機關方面，澳門特別行政區法院由澳門特別行政區籌備委員會依照《澳門特別行政區基本法》負責籌組。
在整段過渡期內，澳葡政府在中方的督促下，採取了三大措施，確保澳門政權順利交接，包括「中文合法化」、「公務員本地化」和「法律本地化」，合稱“三化”。

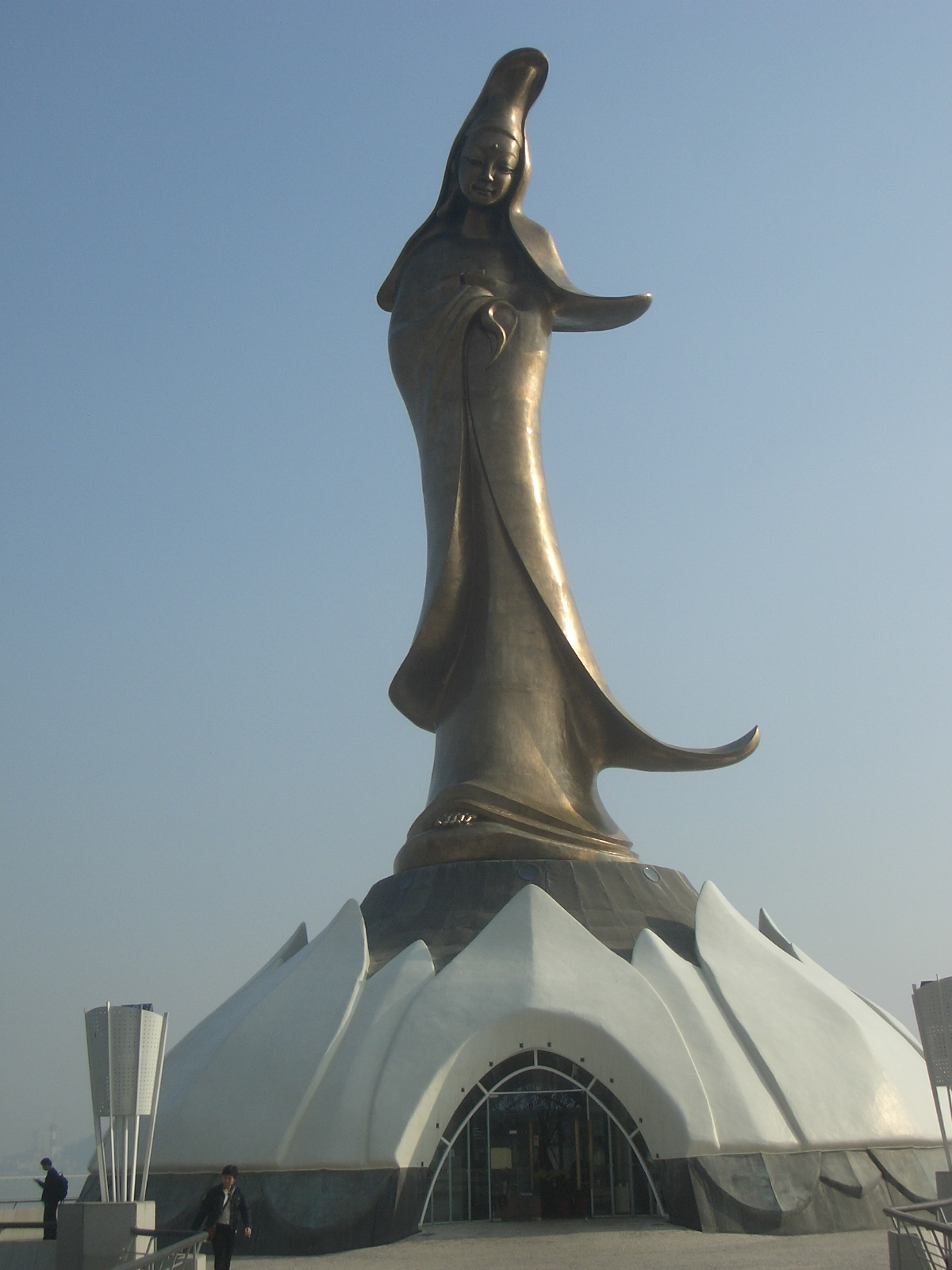
中葡友好紀念物系列的最後一件作品——觀音蓮花苑

- 中文合法化：在被葡萄牙統治時期，葡文一直是澳門的官方語言；反觀中文，卻一直沒有官方地位。對於主要為華人居民的澳門，這是不利居民和不利經濟發展的障礙。中华人民共和国外長錢其琛在1991年訪問葡萄牙時，兩國就此问题達成協定，從此中文取得了官方地位，與葡文並列成為澳門的官方語言。[參⁠ 40]儘管如此，澳門末任總督韦奇立直到在主权移交的前一個星期（1999年12月13日）才發佈行政命令，把中文正式列為澳門的官方語言。[參⁠ 41]
- 公務員本地化：既然葡文是澳門的官方語言，澳門的葡萄牙人和土生葡人一直受到特別的重用，為澳葡政府的中上層公務員；反觀華人公務員，普遍是職級低和人數有限。而在澳門政權移交期間，定必有很多葡萄牙人選擇離職。若要到澳門正式政權移交時才任命高級華人之公務員，管理層的接班與行政經驗定必不利於澳門政權的交接。因此，澳葡政府在《聯合聲明》簽署後，開始分階段、較有秩序地培養本地公務員，具體措施包括與葡萄牙國家行政學院合作，在東亞大學開設公共行政碩士課程、舉辦“赴葡就讀計劃”和“赴京就讀計劃”，以及設立“司長助理”一職等。但是，公務員本地化的進度一直被認為相當緩慢，外界更以“坐直升機”來形容本地化公務員在當時獲快速晉升的情況，導致本地公務員在各方面都未能吸取充分的業務經驗。而葡方堅持政務司級官員不作本地化，雖然在政治上無可厚非，但也使將來的特區政府需要在經驗不足的本地公務員隊伍中選拔人才，建立管治班子，不利於整個行政架構的順利運作。
- 法律本地化：澳門在澳葡時期的法律全都是葡文而且繁瑣，有些是根據數百年前的葡萄牙法律制訂，一些內容則帶有殖民主義色彩，又有一些是直接從葡萄牙制訂，延伸至澳門適用的葡萄牙全國性法律。因此，在過渡期內，十分需要將此等法律加以清理修訂，使之成為政權移交後適用於澳門的法律。司法人員本地化也是法律本地化的另外一項主要工作。澳門政府成立“法律翻譯辦公室”，開始對澳門的主要法律進行中譯工作，並於1996至1999年期間，分別頒佈構成澳門法律體系的五大框架法典，即《刑法典》、《刑事訴訟法典》、《民法典》、《民事訴訟法典》和《商法典》。另外，又在澳門大學開設法律系，於1995年又成立司法官培訓中心，培養本地法律人才。

另一個受關注的問題是澳門居民的去留。由於對政權移交的憂慮，很多葡萄牙人和土生葡人選擇離開澳門，但現今的澳門特別行政區內仍有約近3%人口為葡萄牙人和土生葡人。至於澳門的華人，過渡期卻未見有大規模的移民潮。事實上，很多澳門出生的華人和土生葡人都持有在歐盟通用的葡萄牙護照，可自由出入歐盟國家。政權交接前，澳門居民普遍關心的，主要是經濟與治安不佳等社會問題。
過渡期間的澳葡政府自1993年起，每年耗資興建中葡友好紀念物。

## 交接过程

交接仪式完成后，中华人民共和国国旗和澳門特別行政區區旗上升，葡萄牙国旗和澳门市政厅市旗下降

### 澳門總督府降旗儀式
1999年12月19日下午，最後一任澳門總督韋奇立於澳門總督府進行降旗儀式，這為整个交接儀式拉開了序幕。
正式的澳門政權移交的儀式在1999年12月19日即農曆冬月十二（1999年12月20日，即農曆冬月十三）午夜舉行，交接儀式場館在澳門文化中心花園場館內舉行。交接儀式以由傍晚舉行的文藝晚會和官方晚宴為開始，在宋玉生廣場至澳門文化中心花園之間進行。整個政權移交儀式以1999年12月20日凌晨時分在澳門綜藝館舉行的澳門特別行政區成立儀式為正式結束長達約442年之澳葡政府的時代。

### 葡方告別晚會
文藝晚會的開始由舞龍和舞獅拉開序幕，繼而是演出澳門歷史的事件、中西宗教、种族的融和，並產生了獨特的澳門土生葡人社群。最後一幕表演，將觀眾引領到現代的澳門。最後，由象徵著442年的葡萄牙在澳歷史的442位兒童，聯同國際巨星合唱「讚頌和平」結束文藝晚會之部分。

### 政權交接儀式
到子夜12時前，葡萄牙總統若熱·桑帕約與中共中央总书记、中华人民共和国主席江澤民分別代表雙方政府主持政權交接儀式。儀式原定23時40分開始，但因葡萄牙政府代表團四位成員未能及時上台，加上葡國總統桑帕約肺炎，講話超時30秒，整個儀式延遲了兩分鐘（在香港主权交接仪式上也出现过类似情节）。為確保在12月20日零時準時奏中华人民共和国國歌、升中华人民共和国國旗和澳門特別行政區區旗，中方司儀加快語速，國旗護旗手亦在尚未完成掛旗動作時，讓特區護旗手提前入場，順利搶回延誤時間。在2,500位中外來賓的見證下，葡萄牙國旗及澳門市政廳市旗（當時對外代表澳門的旗帜）緩緩降下；而中華人民共和國國旗和澳門特別行政區區旗準時在凌晨零時零分徐徐上升，政權交接儀式順利完成。
| 中國方面（升旗）   | 中國方面（升旗）   | 葡國方面（降旗） | 葡國方面（降旗） |
| ------------------ | ------------------ | ---------------- | ---------------- |
|                    |                    |                  |                  |
| 澳门特別行政區區旗 | 中華人民共和國國旗 | 葡萄牙國旗       | 澳門市政廳旗     |

- 葡萄牙主席團：總統桑帕約，总理古特雷斯、国务部长兼外交部长伽马（英语：Jaime Gama）、共和国议会副议长科伊索罗（英语：Narana Coissoró）、末任澳门总督韦奇立
- 中華人民共和国主席團：中共中央總書記兼國家主席江泽民、国务院总理朱镕基、国务院副总理钱其琛、外交部长唐家璇、澳门特别行政区首任行政长官何厚铧[參⁠ 45]

### 宣誓就職
午夜一時半在澳門綜藝館，澳門特別行政區成立儀式在中华人民共和国国务院总理朱鎔基的監誓下進行，首任澳門特別行政區行政長官何厚鏵與新政府成員一同宣誓效忠澳門特區政府及中央人民政府。

### 中國人民解放軍進駐澳門
1999年12月20日，中國人民解放軍駐澳門部隊準時通過澳門關閘進駐澳門。正午12時，由編號ZA 00-69（ZA即表示「駐澳」在澳門行駛的車輛，這兩個字母分別取自「駐」和「澳」的漢語拼音首字母zhù和Ào）的軍用吉普車與車上三名持槍禮兵帶領，護衛着中國人民解放軍軍旗，驻澳部隊從關閘到部隊營區，順利進駐澳門。下午2點45分，中共中央軍委主席江澤民視察中國人民解放軍駐澳門部隊營區，並進行閱兵。

## 中央赠予物品

### 盛世蓮花

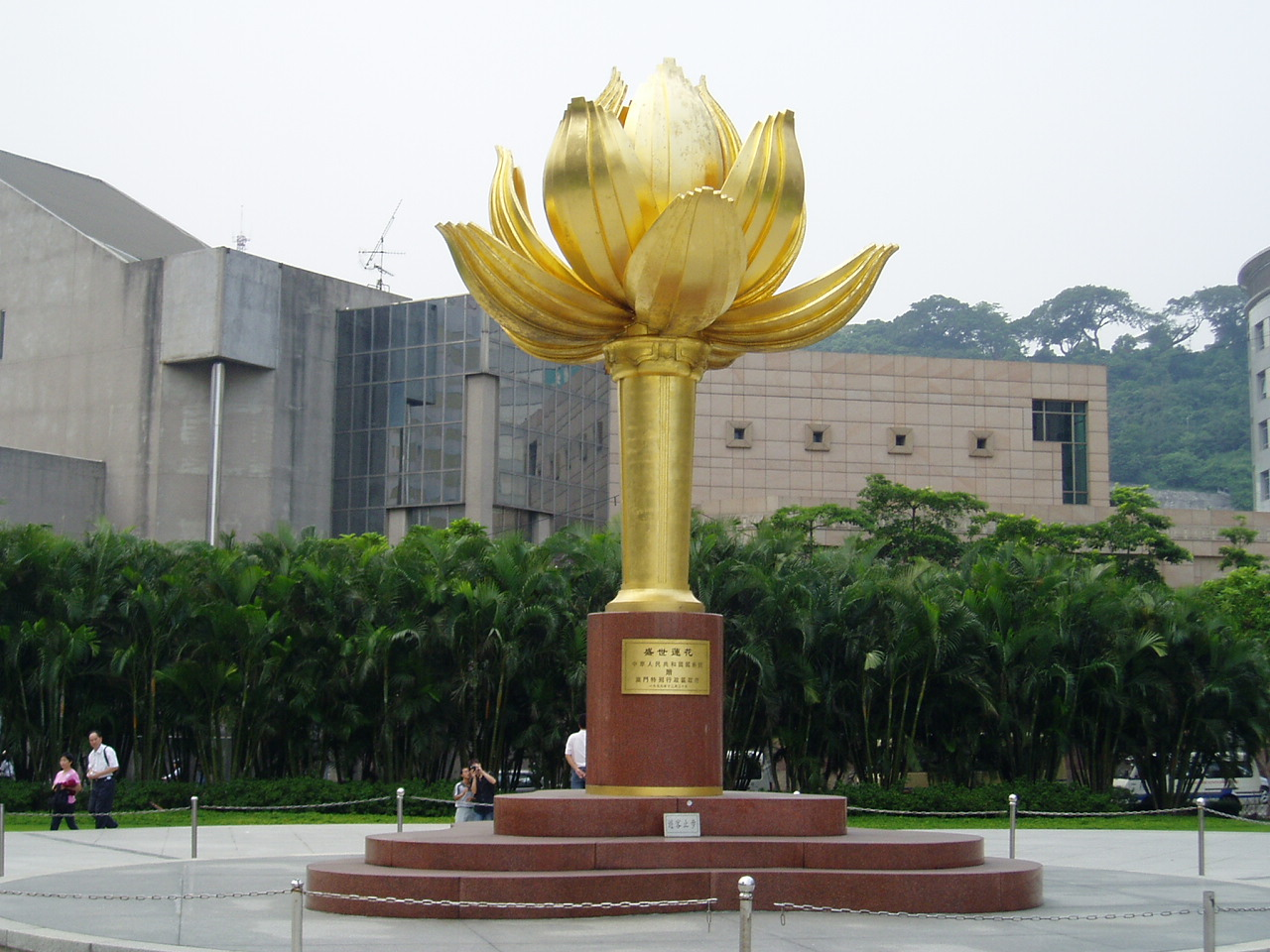
盛世蓮花大型雕塑

為慶祝此大事，中華人民共和國中央人民政府（國務院）致送了一尊名為《盛世蓮花》的雕塑。而澳門特區政府亦將此放置在舉行澳門特別行政區政府成立儀式的場地旁邊，即澳門綜藝館旁的金蓮花廣場。其後在2003年3月，澳門政府在政權交接儀式場館原址興建澳門回歸賀禮陳列館。該陳列館於2004年12月30日揭幕，陳列全國各地送贈給澳門的賀禮。

### 大熊猫
中央人民政府（國務院）又于2009年12月向澳门特别行政区赠送一对大熊猫，分别为开开、心心（因腎衰竭而離世）。

## 回歸後的發展

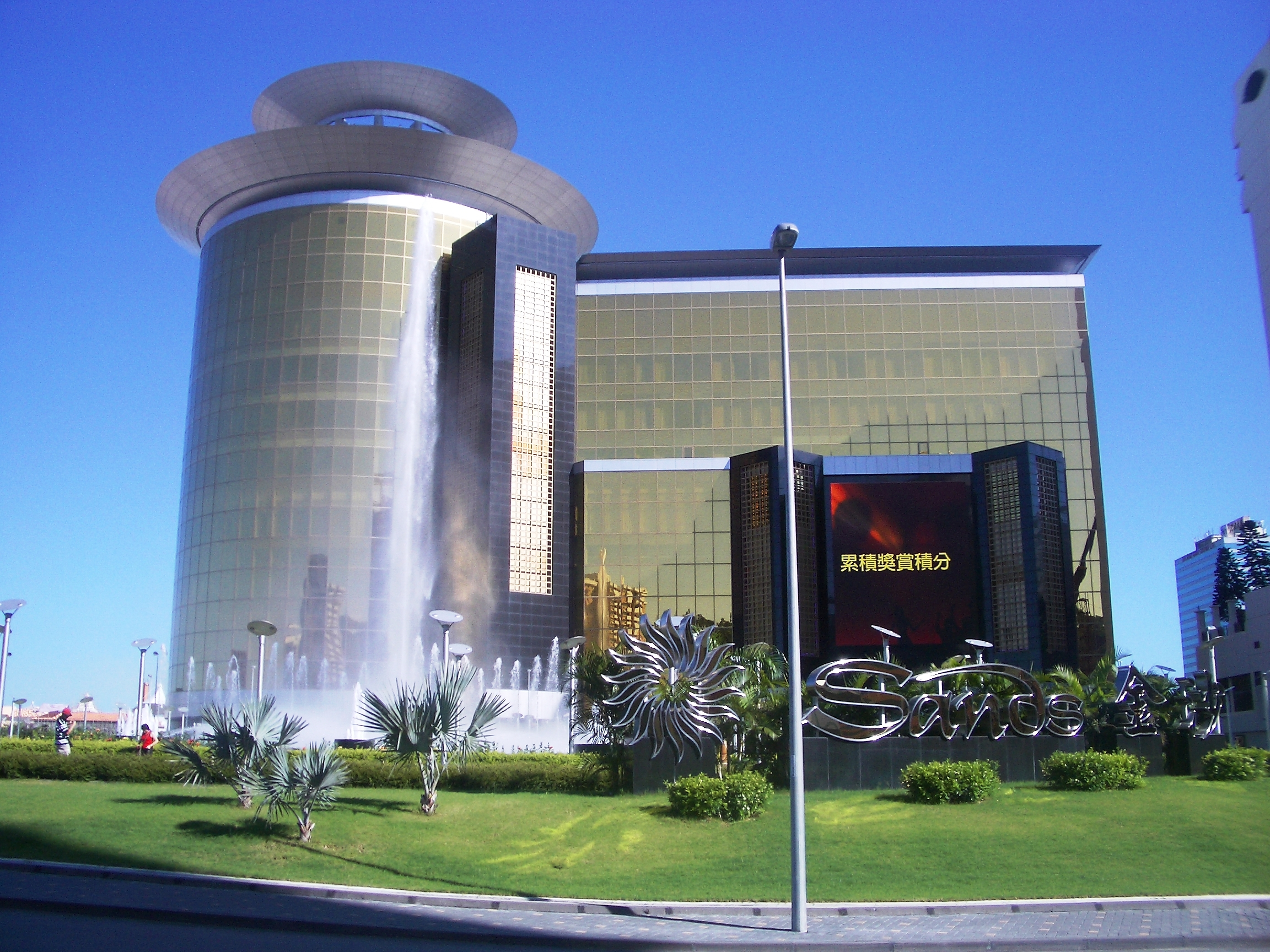
在開放賭權後率先建成的金沙娛樂場

自2003年起，中華人民共和國政府開展港澳個人遊，讓中国大陆（内地）公民更方便往來澳門；2005年，澳门共接待逾1,000万內地游客，佔所有前往澳门旅游人数的60%；2005年澳门赌场收入达56亿美元。在中國旅遊研究院2024年第一季度調查中，澳門獲評內地出境旅遊者最滿意目的地。
2005年7月15日，澳門歷史城區更列入《世界文化遺產名錄》。此些旅遊業的發展，都成為刺激澳門經濟急速發展的利好因素。
自2002年，澳門政府不再發出博彩專營權，改為開放賭權，吸引大型博彩外資進入。不少港資公司也因應澳門旅遊業的發展，紛紛在澳門設立分公司，其中有地產、化妝品、便利店等行業。除此之外，例如《內地與港澳關於建立更緊密經貿關係的安排》、離岸業務法规的實施都成為經濟發展的利好因素。澳門經濟強勢增長，以博彩旅遊業為首，同時也帶動了建築業、服務性行業、餐飲業和保險業等。正因澳門經濟的增長，人力需求倍增。由於人力資源出現短缺現象，過往低學歷之人員都因此而受惠，亦因很多人力資源都轉移到娛樂場，這使居民整體收入因而增加。但同樣因經濟的增長，物價開始飛漲、物業出現炒賣現象，通貨膨脹致令居民生活生活成本驟升。貧富懸殊、交通擠塞、人力資源短缺、社會分化及經濟多元化等問題的出現，都成了政府需要處理的實際問題。。
香港大學在2004年發表的研究報告顯示，政權移交前48%受訪澳門市民以正面形容詞描述自己對澳門政權交接的心情，46%受訪澳門市民則使用中性形容詞描述自己的心情。而在政權移交後，76%受訪澳門市民認為澳門社會於政權移交4年來改變很大；而對於自己轉變為中華人民共和國國民的身分，64%受訪澳門市民表示因此感到自豪。
澳門回歸後與內地經貿往來穩步發展，在2000年1月至2024年11月，內地對澳門地區進出口總值累計達4714.3億元，年均增速達7.4%。年度貿易規模由1999年的48.7億元增長至2023年的270.1億元，增長超4.5倍。

## 慶祝活動
- 中共中央總書記視察澳門：澳門自1999年回歸以來，歷任中共中央總書記包括江澤民、胡錦濤、習近平均曾經在澳門特別行政區成立紀念日前夕到訪澳門，出席慶祝澳門回歸週年活動。
- 慶祝澳門回歸紀念日升旗儀式：回歸當天（12月20日）上午8時於金蓮花廣場舉行。
- 慶祝澳門回歸祖國大會暨澳門特別行政區新政府就職典禮：於1999年起每5年舉行，包括2004年、2009年、2014年及2019年。
- “邁向美好明天”大巡遊：於1999年12月20日中午舉行，由澳門各界慶祝澳門回歸祖國活動委員會主辦，參與此次大巡遊活動的有28輛花車、21個方陣、21支巡遊隊伍，合共4500多人[7]。
- 澳門國際幻彩大巡遊（前名：澳門拉丁城區大巡遊），受COVID-19疫情影響停辦4年，2024年復辦，並首次改於3月24日舉行。活動秉承宣揚「愛‧和平‧文化共融」的理念，展現澳門的特別魅力，為慶祝澳門回歸祖國25周年增添歡樂。超過80隊澳門本地及來自世界各地的巡遊隊伍，約1,800位表演者參與巡遊，風格多樣的藝術表演盡現文明交流互鑑的魅力，彰顯澳門「演藝之都」的文化活力。2024年新設兩項本地巡遊項目，包括設有巨型木偶、巨型外賣員揹包等可移動裝置的「大型藝術裝置巡遊隊」，以及由大灣區藝團、海內外藝團及不同藝術領域的合作團隊，揮灑創意推出系列合作企劃的「特別企劃巡遊隊」，經費預算約700萬元。作為澳門重要的品牌節慶盛事，大巡遊自2011年舉辦至今已踏入第10屆，成為慶祝澳門回歸祖國的年度節慶活動之一，吸引各地旅客及本地居民參與。
- 慶祝澳門回歸祖國文藝晚會：於回歸前一日（12月19日）舉行，是黨和國家領導人訪問澳門期間的重要大型活動，最近一次在2024年舉行[8]。
- 慶祝澳門特別行政區成立周年煙花匯演：每年12月20日晚上9時在旅遊塔對開海面發放煙花慶祝澳門特區成立，1999年至2001年回歸煙花一度在觀音蓮花苑對開海面舉行[9]，2002年起改為在西灣湖至澳門旅遊塔對開海面舉行，2004年一度改為回歸日當晚10時30分舉行，2005年、2006年、2012年、2013年一度改為晚上9時30分舉行；2019年更舉行澳珠跨境煙花匯演，並推遲至12月22日晚上9時舉行，2020年至2023年受COVID-19疫情等因素影響停辦，2024年復辦。

## 註解
1. ↑  中华人民共和国官方不承认“澳门主权移交”为“澳门回归”的表述用词[參⁠ 8]。
2. ↑   註:

## 外部連結
- 政權交接儀式（官方）
- 中國中央電視台：1999澳门回归专辑 （页面存档备份，存于）
- 人民日报网络版：澳门回归 （页面存档备份，存于）
- 香港大學民意研究：澳門政權交接兩週年的民情發展 （页面存档备份，存于）
- 國際在線-華語廣播-今日澳門百姓眼中的澳門
- 中國網：慶祝澳門政權交接五週年-法律文件 （页面存档备份，存于）
- 中國軍網：慶祝澳門回歸20週年 （页面存档备份，存于）